# Microids
Microids, ранее — Microïds, — французская компания-разработчик компьютерных игр, основанная в 1985 году Эллиотом Грассиано. Одна из известнейших компаний в Европе, в основном благодаря Amerzone и Syberia. В январе 2010 года Microïds была приобретена французским издательством Anuman Interactive.

## История
Поначалу, в течение первых 10 лет — разработчик, но в 95-м стала заниматься изданием и дистрибуцией. Дизайнер Бенуа Сокаль покинул Microïds, чтобы основать собственную компанию White Birds.
Весной 2003 года у Microïds были серьёзные финансовые затруднения, но, согласно французскому закону, компании удалось провести кое-какие «оздоровительные» мероприятия, и уже в октябре Microïds приобрела офлайн-каталог другого европейского издателя — Wanadoo Edition. Название компании изменилось на MC2-Microïds, сохранились офисы во Франции и Италии. Подразделение разработки в Монреале (Канада) продано Ubisoft в начале марта 2005 года. В 2007 году марка Microïds повторно введена и используется на всех продуктах, изданных MC2-Microïds.

## Список игр

### 1980-е
- Grand Prix 500 cc (1986)
- Rodeo (1986)
- Demonia (1986)
- Superbike Challenge (1987)
- Downhill Challenge / Super Ski (1987)
- Highway Patrol (1989)
- Chicago 90 (1989)

### 1990-е
- Highway Patrol 2 (1990)
- Super Ski 2 (1990)
- Eagle's Rider (1990)
- Sliders (1991)
- Killerball (1991)
- Grand Prix 500 2 (1991)
- Nicky Boom (1992)
- Action Sport (1993)
- Super Sport Challenge (1993)
- Genesia/Ultimate Domain (1993)
- Nicky 2 1993
- Super Ski 3 (1994)
- Genesia (1994)
- Carlos (1994)
- Fort Boyard - The Challenge (1995)
- Evidence: The Last Report (1996)
- Secret Mission (1996)
- Saban's Iznogoud (1997)
- Des chiffres et des lettres (1997)
- Rising Lands (1997)
- Shogo: Mobile Armor Division (1998)
- Amerzone (1999)
- Dracula: Resurrection (1999)
- Corsairs: Conquest at Sea (1999)

### 2000-е
- Dracula 2: The Last Sanctuary (2000)
- The Mission (2000)
- Empire of the Ants (2000)
- Far Gate (2000)
- Warm Up (2000)
- The Messenger (2000)
- Fort Boyard (2001)
- Monster Racer (2001)
- Road to India: Between Hell and Nirvana (2001)
- Open Kart (2001)
- Necronomicon: The Dawning of Darkness (2001)
- Tennis Masters Series (2001)
- Times of Conflict (2001)
- Druuna: Morbus Gravis (2001)
- New York Race, разработанная Kalisto (2001)
- Snow cross, разработанная Vicarious Visions (2001)
- Kirikou, разработанная Étranges Libellules (2001)
- Hitchcock: the final cut, разработанная Arxel Tribe (2001)
- The Cameron Files: Secret at Loch Ness, разработанная Galiléa (2001)
- Pink Panther, разработанная Étranges Libellules (2002)
- Roland Garros 2002, разработанная Carapace, 2002)
- Project Zero, разработанная Tecmo (2002)
- Robin Hood: The Legend of Sherwood, разработанная Spellbound (2002)
- Kohan: Battles of Ahriman, разработанная Timegate (2002)
- Iron Storm, разработанная 4X (2002) (PS2 version by Rebellion Developments as World War Zero: Iron Storm)
- Sherlock Holmes: Mystery of the Mummy, разработанная Frogwares (2002)
- Haegemonia: Legions of Iron, разработанная Digital Reality (2002)
- Celtic Kings: Rage of War, разработанная Haemimont (2002)
- Gremlins: Stripe vs Gizmo, разработанная Magic Pockets (2002)
- Speedball 2, разработанная Crawfish (2002)
- Castleween (2002)
- Inquisition (2002)
- Syberia (2002)
- Tennis Masters Series 2003 (2002)
- Post Mortem (2002)
- War and Peace: 1796–1815 (2002)
- Ski Park Manager (2002)
- Warrior Kings (2002)
- Jack The Ripper, разработанная Galilea Games (Game Developer) (2003)
- Roland Garros 2003, разработанная Carapace (2003)
- Pro Beach Soccer, разработанная PAM, 2003)
- Curse: The Eye of Isis, разработанная Asylum (2003)
- Rygar: The Legendary Adventure, разработанная Tecmo (2003)
- Raging Blades, разработанная PCCWJ (2003)
- Haegemonia: the SOLON Heritage, разработанная Digital Reality (2003)
- Knight's Apprentice, Memorick's Adventures (2004)
- Syberia II (2004)
- Still Life (2005)
- Sinking Island (октябрь 2007)
- Nostradamus: The Last Prophecy (2007)
- Dracula 3: The Path of the Dragon (2008)
- Still Life 2 (2009)
- Return to Mysterious Island 2 (2009)

### 2010-е
- Red Johnson's Chronicles (2011)
- Red Johnson's Chronicles - One Against All (2012)[1]
- Crazy Cars: Hit the Road (2012)
- Louisiana Adventure (2013)
- Nicolas Eymerich, The Inquisitor: Book 1 - The Plague (2013)
- Dracula 4: The Shadow of the Dragon (2013)
- Dream Chamber (2013)
- Dracula 5: The Blood Legacy (2013)
- 9 Elefants (2014)
- Nicolas Eymerich, The Inquisitor: Book 2 - The Village (2015)
- Subject 13 (2015)
- Agatha Christie: The ABC Murders (2016)
- The Descendant (2016)
- Moto Racer 4 (2016)
- Yesterday Origins (2016)
- Syberia 3 (2017)
- Gear.Club Unlimited (2017)
- Asterix & Obelix XXL 2 (2018)
- Toki (2018)
- Asterix & Obelix XXL 3 (2019)
- Titeuf Mega Party (2019)
- Blacksad: Under the Skin (2019)
- Garfield Kart Furious Racing (2019)

### 2020-е
- Fort Boyard (2020)
- Kingdom (2020)
- Gear.Club Unlimited 2 (2020)
- Tootuff adventure (2020)
- Oddworld (2020)
- Asterix & Obelix XXL (2020)
- XIII (2020)
- The Bluecoats – North & South (2020)
- Who Wants to Be a Millionaire? (2020)
- An Updated Version Soon On Nintendo Switch! (2020)
- The Bleecoats – North & South (2020)
- My Universe : School Teacher (2020)
- Professor Rubik’s Brain Fitness (2020)
- School Teacher (2020)
- Fashion Boutique (2020)
- Cooking Star Restaurant (2020)
- My Baby (2020)
- Pet Clinic Cats & Dogs (2020-21)
- The Sisters: Party of the year (2021)
- Murder Mystery Machine (2021)
- Fallback (2021)
- Asterix & Obelix: Slap them all (2021)
- The Smurfs: Mission Vileaf (2021)
- Alfred Hitchcock – Vertigo (2021)
- Beyond a Steel Sky (2021)
- Marsupilami: Hoobadventure (2021)
- Syberia: The World Before (2022)
- The House of the Dead (2022)
- Scrap Riders (2022)
- Horse Tales (2022)
- F.I.S.T.: Forged In Shadow Torch (2022)
- My Universe: Green Adventure - Farmer Friends (2022)
- Asterix & Obelix XXXL: The Ram From Hibernia (2022)
- Arkanoid: Eternal Battle (2022)
- Garfield: Lasagna Party (2022)
- Smurfs Kart (2022)
- New Joe & Mac: Caveman Ninja (2022)
- Scrap Riders (2023)
- Operation Wolf Returns: First Mission (2023)
- Tintin Reporter: Cigars of the Pharaoh (2023)
- Flashback 2 (2023)
- Inspector Gadget: Mad Time Party (2023)
- Dolphin Spirit: Ocean Mission (2023)
- The Smurfs 2 – The Prisoner of the Green Stone (2023)
- Asterix & Obelix: Slap them all 2 (2023
- UFO Robot Grendizer: The Feast of the Wolves (2023)
- Amerzone: The Explorer's Legacy (2025)